# Night of the Unholy Flames
Night of the Unholy Flames es un álbum realizado por Clandestine Blaze en el año 2000, en la etiqueta de Northern Heritage.

## Pistas
1. «Intro» - 01:27
2. «Chambers» - 06:40
3. «Cross of Black Steel» - 05:38
4. «Night of the Unholy Flames» - 07:52
5. «Invisible Death» - 06:35
6. «There's Nothing...» - 03:57
7. «Aikakausi on lyhyt» - 05:05
8. «Future Lies in the Hands of the Strong» - 07:13

## Versiones realizadas
- La versión LP fue realizado por End All Life Productions y fue limitado a 300 copias numeradas a mano.
- La versión en CD fue realizado por Northern Heritage y fue limitado a 1000 copias. Más tarde se volvió a publicar en octubre de 2005.
- La versión en cinta se estrenó en 2001 por Harvester Records.

- Datos: Q7033734